# Michael Grätzel
Michael Grätzel, né le 11 mai 1944 à Dorfchemnitz, est un chimiste suisse d'origine allemande. En 2010, il est professeur de chimie à l'École polytechnique fédérale de Lausanne (EPFL), et responsable du laboratoire de photoniques et interfaces, faisant partie de l'institut des sciences et ingénierie chimiques.
Il est, avec son équipe, l'inventeur des cellules solaires à pigment photosensible, prometteuses sur le plan de la conversion de l'énergie solaire en énergie électrique. Les matériaux développés pourraient également permettre une nouvelle forme de stockage optique de données au niveau nanoscopique.
Depuis les années 2000, plusieurs autres laboratoires dans le monde étudient ce type de cellules. 
Leur vieillissement rapide (comparé aux autres technologies) pose encore problème.
Il utilise, entre autres, le colorant naturel des plantes pour convertir l'énergie solaire en électricité tout comme le feraient les plantes lors de la photosynthèse.

## Distinctions
- 1998 et 2002 : McKinsey Venture Awards
- 2000 : Millenium European innovation Prize
- 2001 : Médaille Faraday de la Royal Society et Dutch Havinga Award
- 2003 : Docteur honoris causa de l'université de Liège (Belgique)
- 2004 : Prix Italgas
- 2005 : Gerischer Prize[1]
- 2009 : Prix Balzan[2],[3]
- 2009 : Docteur honoris causa de l'université de Hasselt[4]
- 2010 : Millennium Technology Prize[5]
- 2013 : Prix Marcel Benoist
- 2016 : Prix Paracelse de la Société suisse de chimie[6]
- 2017 : Docteur honoris causa de l'École normale supérieure Paris-Saclay (France)[7]